# Oceania Sevens
L'Oceania Sevens è una competizione internazionale di rugby a 7 organizzata da Oceania Rugby e disputata tra squadre provenienti dall'Oceania. L'edizione inaugurale si è disputata nel 2008 ad Apia, nelle Samoa.

## Edizioni
| Edizione | Sede     | Campione  | Seconda       | Terza              | Quarta             |
| -------- | -------- | --------- | ------------- | ------------------ | ------------------ |
| 2008     | Apia     | Samoa     | Tonga         | Isole Cook         | Niue               |
| 2009     | Papeete  | Samoa     | Tonga         | Papua Nuova Guinea | Niue               |
| 2010     | Darwin   | Australia | Samoa         | Tonga              | Papua Nuova Guinea |
| 2011     | Apia     | Samoa     | Figi          | Tonga              | Australia          |
| 2012     | Sydney   | Australia | Samoa         | Tonga              | Isole Cook         |
| 2013     | Suva     | Samoa     | Figi          | Australia          | Isole Cook         |
| 2014     | Noosa    | Figi      | Nuova Zelanda | Samoa              | Australia          |
| 2015     | Auckland | Australia | Tonga         | Samoa              | Papua Nuova Guinea |
| 2016     | Suva     | Figi      | Samoa         | Australia          | Papua Nuova Guinea |
| 2017     | Suva     | Figi      | Nuova Zelanda | Australia Samoa    | –                  |
| 2018     | Suva     | Figi      | Nuova Zelanda | Samoa              | Australia          |

## Riepilogo medagliere
| Squadra            | Vincitore | Finalista | Terzo posto | Tot. |
| ------------------ | --------- | --------- | ----------- | ---- |
| Samoa              | 4         | 3         | 4           | 11   |
| Figi               | 4         | 2         | 0           | 6    |
| Australia          | 3         | 0         | 3           | 6    |
| Tonga              | 0         | 3         | 3           | 6    |
| Nuova Zelanda      | 0         | 3         | 0           | 3    |
| Isole Cook         | 0         | 0         | 1           | 1    |
| Papua Nuova Guinea | 0         | 0         | 1           | 1    |